# Грег Гант
Грег Гант (англ. Greg Hunt, 18 листопада 1965, Мельбурн) — австралійський політичний діяч, який був міністром охорони здоров'я Австралії з січня 2017 року до травня 2022 року. Він був членом Палати представників від Ліберальної партії з листопада 2001 року по 2022 року, представляючи район Фліндерс у Вікторії. До цього він працював парламентським секретарем в уряді Говарда (2004—2007 роки), міністром навколишнього середовища (2013—2016 роки), міністром промисловості, інновацій та науки (2016—2017 роки) та міністром спорту (2017 рік). З березня 2020 року до свого виходу у відставку в травні 2022 року Гант був відповідальним за розробку заходів австралійського уряду проти епідемії COVID-19.

## Ранні роки життя
Грег Гант народився 18 листопада 1965 року у передмісті Мельбурна Франкстоні. Він був одним із 5 синів Катінки (уродженої Грант, відомою як Тінка) та Алана Ганта. Його батько був соліситором за професією, який був обраний до Законодавчої ради Вікторії в 1962 році, і був міністром у ліберальному уряді штату в 1970-х і 1980-х роках. Бабуся Ганта по материнській лінії Філліс Форстер була однією з перших жінок, які закінчили Вікторіанський фармацевтичний коледж. Його мати працювала медсестрою, але хворіла на важку форму біполярного розладу, і пізніше була госпіталізована на постійній основі. Вона померла від серцевого нападу у віці 58 років, коли її син навчався за кордоном.
Гант виріс у Морнінгтоні в штаті Вікторія, відвідуючи початкову школу Морнінгтона та школу «Peninsula». Він взяв перерву після закінчення середньої школи, подорожуючи Ірландією, Альпами, Іспанією та Ізраїлем. Кілька місяців він жив у кібуці, вивчав іврит і працював у механічній майстерні. Після повернення до Австралії Гант вивчав мистецтво та право в Університеті Мельбурна, проживав в коледжі Ормонд і закінчив його з відзнакою. В університеті він подружився з Мері Вулдрідж і Джоном Роскамом. Він був головою дебатного товариства та був партнером Руфуса Блека на чемпіонаті світу з дебатів серед університетів 1984 року в Единбурзі, посівши друге місце. Він отримав премію за дипломну роботу на останньому курсі, яку написав у співавторстві з Блеком, під назвою «Податок, щоб змусити забруднювача платити» (англ. A Tax to Make the Polluter Pay).
Гант є одним із 7 ліберальних депутатів у 46-му парламенті Австралії, які отримали дипломи в університетах Оксбриджу або Ліги плюща, серед яких також Алан Тадж, Ангус Тейлор, Ендрю Леймінг, Дейв Шарма, Джош Фрайденберг і Пол Флетчер.

## Кар'єра
Грег Ган після закінчення бакалаврату став співробітником юридичної фірми «Mallesons Stephen Jaques». У 1992 році він був помічником голови Федерального суду Австралії Майкла Блека. Гант пізніше отримав ступінь магістра мистецтв у галузі міжнародних відносин у Єльському університеті як стипендіат Фулбрайта. Він також стажувався в Центрі ООН з прав людини в Женеві, досліджуючи злочини в колишній Югославії.
У 1994 році Гант почав працювати старшим радником Олександар Доунера, федерального лідера опозиції. Він залишався в офісі Даунера до 1998 року, охоплюючи його відставку з поста лідера лібералів і пізніше призначення міністром закордонних справ в уряді Говарда. Гант був головою австралійської місії спостерігачів за виборами на загальних виборах у Камбоджі 1998 року. Згодом Гант працював старшим науковим співробітником Центру порівняльного конституційного права Мельбурнського університету (1998—1999), менеджером із залучення консультантів з менеджменту «McKinsey and Co.» (1999—2001), а також обіймав посаду директора зі стратегії на Всесвітньому економічному форумі (2000—2001 роки). Він був основним інвестором у компанію з програмного забезпечення для управління проєктами «Aconex», але йому довелося продати свої акції у 2013 році, коли він став міністром федерального уряду.

## Політика

### Початок політичної кар'єри
Гант був обраний до Палати представників на федеральних виборах 2001 року, балотуючись в окрузі Фліндерс. Пітер Рейт, який ішов у відставку, попросив його балотуватися на виборах від лібералів. У 2003 році він підтримав вторгнення коаліційних сил до Іраку та був речником політики уряду Говарда.
Гант вперше було призначено на посаду міністерства після федеральних виборів 2004 року, коли він був призначений парламентським секретарем міністра навколишнього середовища та спадщини. У січні 2007 року Гант був призначений парламентським секретарем міністра закордонних справ. Після поразки коаліції на виборах 2007 року його призначили тіньовим міністром з питань зміни клімату, навколишнього середовища та міського водопостачання. Після виборів 2010 року його титул було змінено на тіньового міністра зі зміни клімату, навколишнього середовища та спадщини.

### Уряд Еббота (2013—2015 роки)
Після федеральних виборів 2013 року Гант був призначений міністром навколишнього середовища в уряді Еббота. Однією з його перших дій на посаді міністра було повідомити голову Кліматичної комісії уряду Гіллард Тіма Фланнері, що уряд закриває цей орган відповідно до своєї передвиборчої програми. У грудні 2013 року він оголосив про проєкт днопоглиблення порту Еббот-Пойнт, який був схвалений адміністрацією морського парку в січні 2014 року.

### Уряд Тернбулла (2015—2018 роки)
Після зміни керівництва Ліберальної партії у вересні 2015 року Гант зберіг посаду міністра навколишнього середовища в новому уряді Тернбулла. У лютому 2016 року Гант був названий «Найкращим міністром у світі» групою, створеною Thomson Reuters для Всесвітнього урядового саміту 2016 року в Дубаї.
Після переобрання уряду Тернбулла в 2016 році Гант став міністром промисловості, інновацій та науки у другому уряді Тернбулла. Після відставки Суссан Лей з посади міністра охорони здоров'я в січні 2017 року Тернбулл призначив Ганта міністром охорони здоров'я та міністром спорту.
У червні 2017 року Гант, Майкл Суккар і Алан Тадж зіткнулися з можливістю бути притягнутими до відповідальності за неповагу до суду після того, як вони зробили публічні заяви, критикуючи рішення щодо вироків двом старшим суддям, поки уряд чекав на їх рішення щодо відповідної апеляції.
В автобіографії колишнього прем'єр-міністра Тернбулла 2020 року «Більша картина» він описав Ханта як «колеги, яким дуже не довіряють», і заявив, що він «занадто часто використовував образливі та вульгарні слова щодо інших», зокрема до секретаря свого міністерства Мартіна Боулза.

### Уряд Моррісона (2018—2022 роки)
Під час кризи лідерства лібералів у серпні 2018 року Гант подав у відставку з посади міністра охорони здоров'я. Однак це не було формально прийнято, і він зберіг посаду в уряді Моррісона через кілька днів. Гант балотувався на посаду заступника лідера партії, отримавши 16 голосів із 82 (20 %) у порівнянні з 46 голосами за Джоша Фрайденберга та 20 за Стівена Чіобо; утрималися 3 учасників голосування.
Гант відіграв помітну роль під час епідемії COVID-19 в Австралії. Йому було надано повноваження щодо стратегії та реагування Австралії на епідемію після того, як 23 березня 2020 року генерал-губернатор Австралії ввів у дію Закон про біозахист 2015 року. Керівництво Ганта щодо заходів громадської охорони здоров'я Австралії проти епідемії отримало похвалу за його ефективність у зменшення передачі та дотримання наукових порад. На засіданнях уряду Гант порівнював із недоліками Австралії у заходах під час пандемії грипу 1918 року, щоб заручитися політичною підтримкою стратегії «придушення». Гант також проводив загальнонаціональні брифінги для преси, і відіграв важливу роль у проведенні вакцинації в країні. Заборона Ганта на поїздки за кордон для австралійців під час пандемії була оскаржена юридично, але була підтримана в суді. Його діяльність, пов'язана з національною програмою вакцинації, спричинила різку критику за затримки та приклади неправильного управління, особливо в секторі догляду за літніми людьми.
Швидкість національної програми вакцинації принесла слово «strollout» у народну мову. Суміш «розгортання» (англ. rollout) та «прогулянки» (англ. stroll), це слово стало відповідником «відчутної нестачі швидкості» під час проведення вакцинації в Австралії. 17 листопада Австралійський національний словниковий центр Канберри оголосив «strollout» словом року. Два австралійські словники — і в одному опитуванні австралійська громадськість — обрали «strollout» словом 2021 року.
У червні 2020 року Гант оголосив, що звернеться до генерал-губернатора в Раді з проханням прийняти з 1 липня 2020 року правила, які заборонятимуть імпорт електронних сигарет, що містять нікотиновий випарник, і заправки, що містять нікотин, за винятком випадків, коли вони призначені лікарем. Гант заявив у Твіттері, що уряд Австралії зобов'язався припинити імпорт товарів для вейпінгу 1 липня.27 липня петицію, схвалену сенатором Метью Канаванам, Джорджем Крістенсеном та іншими законодавцями, підписали понад 70 тисяч осіб, що змусило Ганта продовжити цей термін. Гант заявив у прес-релізі, що тепер він проситиме генерал-губернатора в Раді підписати ці правила 1 січня 2021 року, щоб дати час для більш спрощеного процесу для пацієнтів, які отримують нікотин через свого лікаря загальної практики.
2 грудня 2021 року Гант оголосив про свій намір піти з політики на федеральних виборах 2022 року.
У жовтні 2022 року Університет Монаша оголосив про призначення Ханта головою консультативної ради Інституту мозку та психічного здоров'я Тернера.

## Політичні позиції
У 2017 році Ганта описували як «малого ліберала» з прогресивного крила партії". У 2012 році його описали як «поміркованого, який є частиною найближчого оточення Тоні Ебботта, і, можливо, видатного федерального ліберала з Вікторії». Однак, згідно з «The Sydney Morning Herald» у 2021 році, Гант є членом правоцентристської фракції Ліберальної партії.
Гант проголосував за зняття заборони на препарат для аборту RU-486 і підтримав легалізацію одностатевих шлюбів.
У 2006 році Гант і троє інших членів парламенту від ліберальної партії висунули пропозицію фінансувати штатних капеланів у державних школах, що згодом стало Національною програмою шкільного капеланства. Повідомляється, що він назвав державні школи «антирелігійними» і сказав, що в наших школах існує «очевидна потреба в наставництві та особистісному розвитку, консультуванні та управлінні кризовими ситуаціями, можливості для орієнтації на основі цінностей та релігійної освіти, яку міг би надати капелан».

## Особисте життя
Грег Гант живе в Маунт-Марта у штаті Вікторія. У нього двоє дітей від шлюбу з Полою Ліндсі, колишньою медсестрою-педагогом. Його перший шлюб «з коханою з університету закінчився мирно, коли йому було 20 років».
Гант є кваліфікованим рекреаційним дайвером. Станом на 2012 рік він пробіг 7 марафонів, а в 2020 році повідомлялося, що він пробігає 6 кілометрів (3,7 милі) на день. У березні 2021 року він був госпіталізований на кілька днів через целюліт.